# Роланд (Цілком таємно)

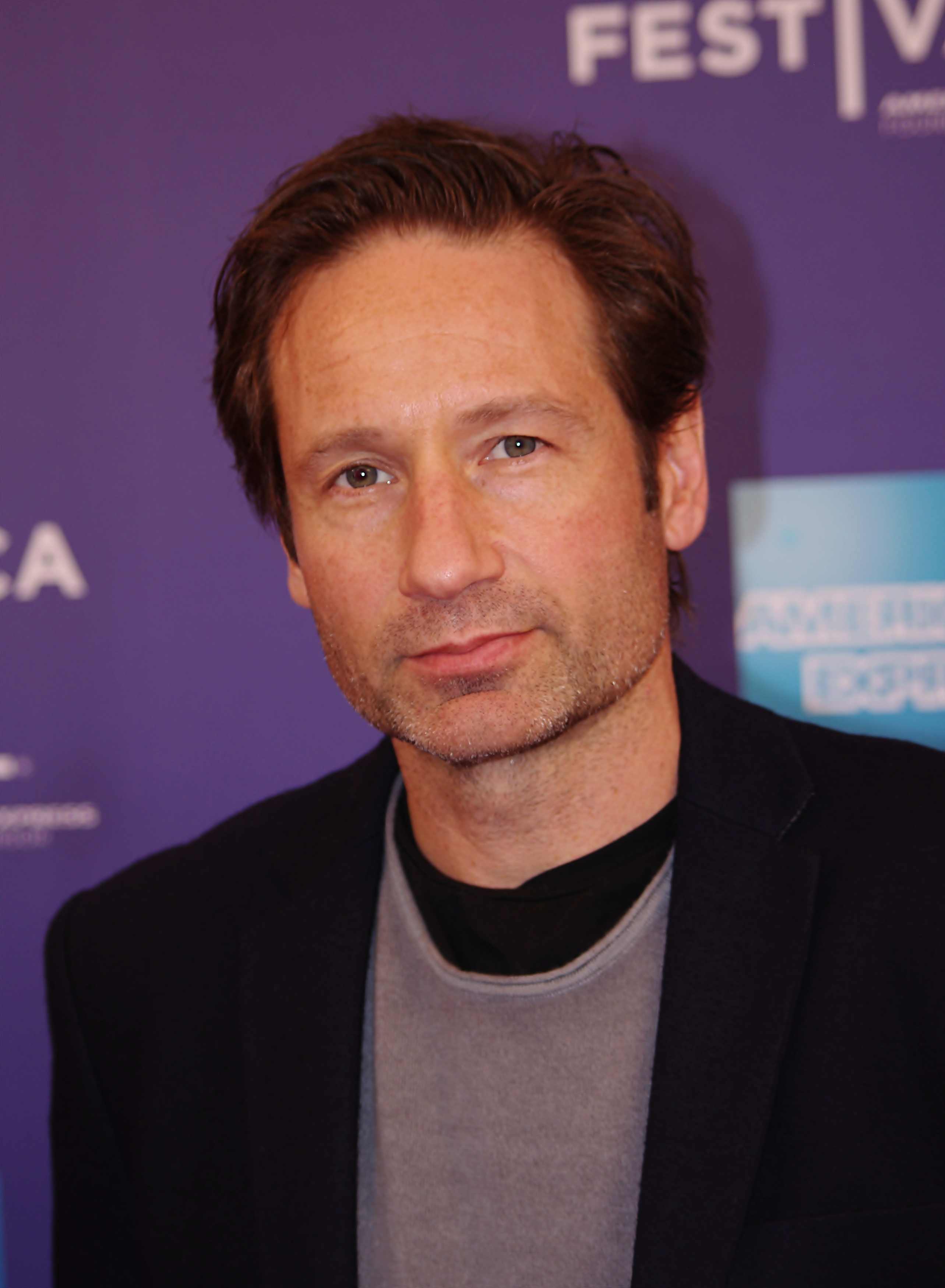

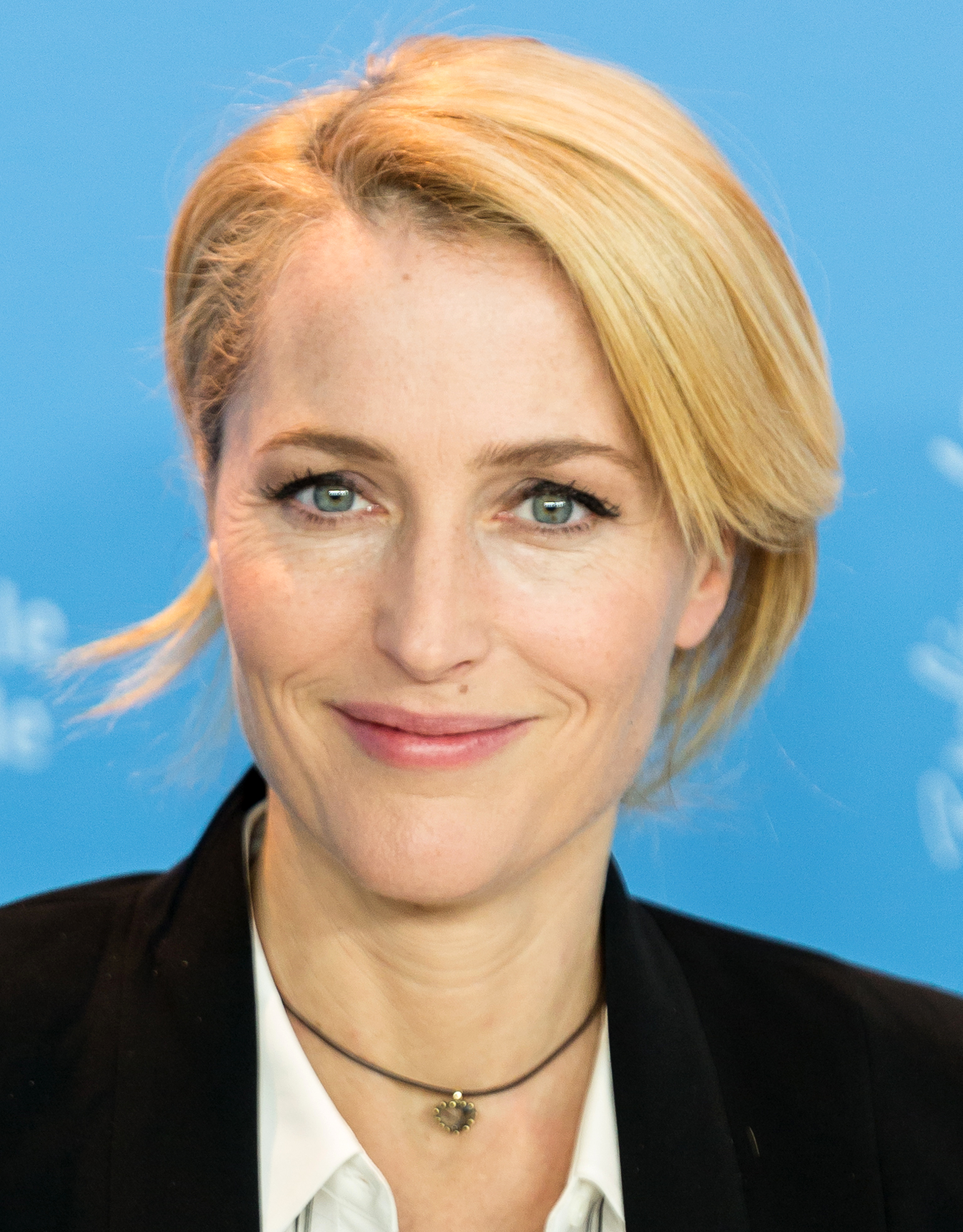

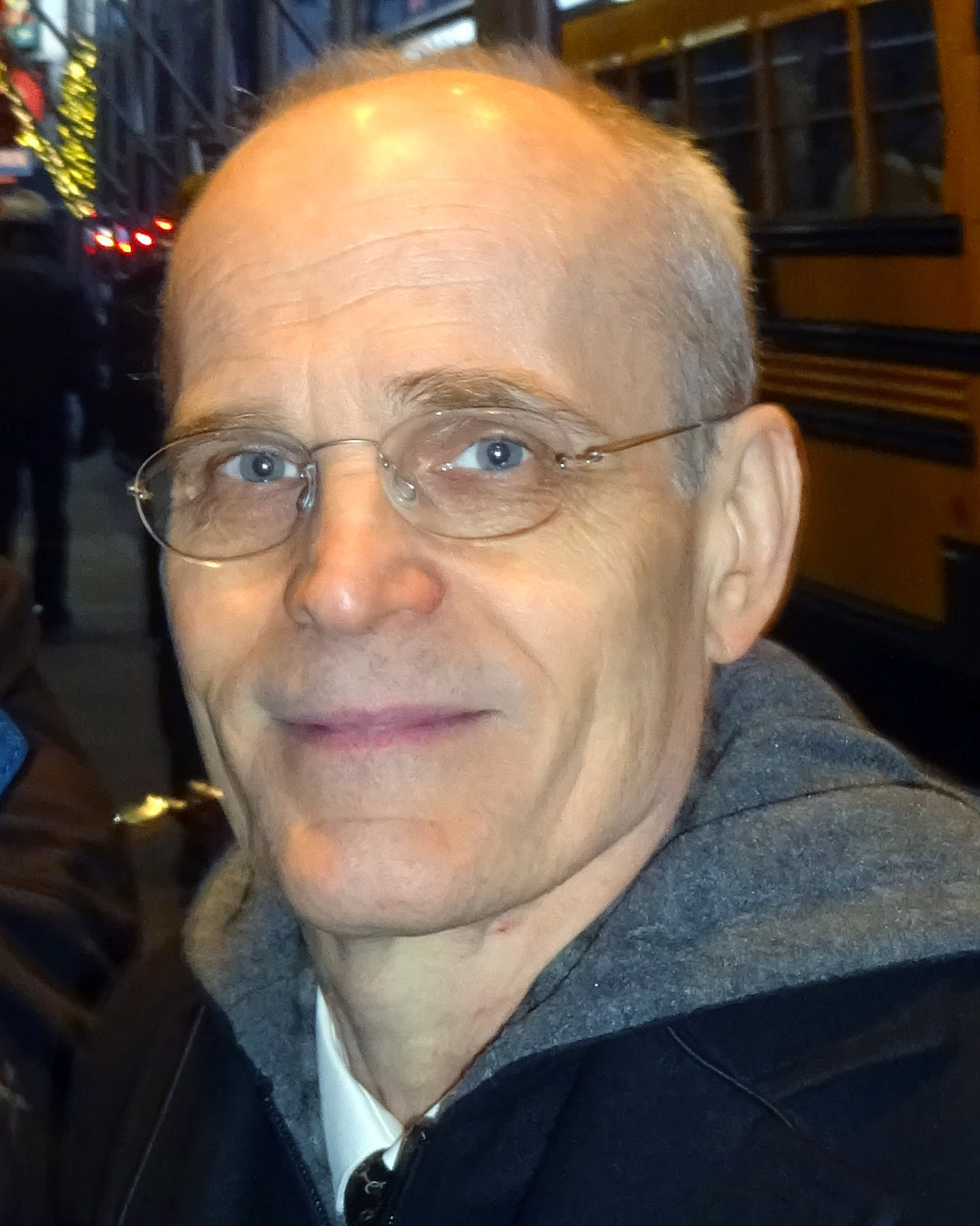

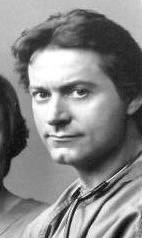

Роланд (Roland) — двадцять третя частина першого сезону серіалу «Цілком таємно» («Секретні матеріали»).

## Короткий зміст
У Вашингтонському технологічному інституті ім. Альфреда Мехена в Колтоні (штат Вашингтон) розумово відсталому прибиральнику Роберту Фуллеру зробив дрібну вичитку вчений-дослідник доктор Кітс за те, що він забув, як користуватися карткою-ключем — щоби зачинити лабораторію. Кітс поспішає до своїх колег — Ноллета і Сурноу — аби продовжити гарячу дискусію. Вчені сперечаються щодо їх останнього проекту — прототипу реактивного двигуна. Ноллет бажає розпочати тестування двигуна, Сурноу не вважає доцільним ризикувати і зіпсувати; його колеги покидають кімнату без настрою, Сурноу лишається, аби продовжити математичні розрахунки на дошці. Вчений заходить до приміщення з аеродинамічною трубою — щоб зробити певні уточнення; тим часом до кімнати контролю заходить Роланд, він включає турбіну і та засмоктує й вбиває ученого. Роланд же стирає останні записи та пише свої розрахунки.
Агенти Малдер і Скаллі прибувають для розслідування загибелі вченого. Скаллі зауважує — ще один вчений кількома місяцями раніше помер так та вважає це випадком промислового шпигунства. Малдер звертає увагу на відмінність останніх записів на дошці та приходить до висновку — ці записи зроблені двома людьми. Кітс та Ноллет повідомляють агентам, що на місці убивства лишався тільки Роланд Фуллер, якого до роботи прийняв перший загиблий вчений.
Пізніше агенти відвідують притулок, де проживає Роланд, він займається наклеюванням зірочок на листок, там по кілька разів записані однакові числа. Агенти розпитують Роланда про події ночі убивства, він повідомляє, що не бачив нічого незвичайного. Тим часом Роланд розкриває свої надзвичайні математичні здібності, порахувавши зірочки на одязі Скаллі. Під час розмови Роланд відчуває навалу страху та перестає нормально реагувати, доглядальниця просить агентів його полишити. Уночі Роланда відвідує ще одне видіння, як хтось вбиває доктора Кітса.
Тим часом доктор Кітс працює в лабораторії до пізньої ночі і не помічає, як Роланд заходить до кімнати та вдаряє доктора гальбою, науковець короткочасно втрачає свідомість. Роланд примусово дотягує доктора до контейнера з рідким азотом та заштовхує до нього голову науковця, по цьому відштовхує його. Голова Кітса розбивається, Роланд по заморожених тканинах йде до клавіатури та починає щось швидко друкувати.
Наступного дня агенти починають розслідування убивства науковця, при цьому з'ясовується, що і по його смерті хтось 5 годин використовував комп'ютер із особистої сторінки. Намагаючись відкрити файл, з яким хтось увечері працював, Малдер пропонує як код використати число, яке постійно Роланд писав на листку біля зірочок. Файл відкривається, він є роботою Артура Грейбла — ученого, що помер кілька місяців тому, робота над комп'ютерною замальовкою ж не припинялася і по смерті. Досліджуючи смерть Грейбла, агенти з'ясовують, що це він взяв на роботу Роланда. Вони досліджують версію імовірності інсценування Грейблом своєї смерті та використання Роланда в якості цапа-відбувайла. З'ясовується, що тіло Грейбла зазнало сильних травм, більш-менш цілою лишилася голова. Доктор Нолетс приводить агентів до лабораторії, де в одному з резервуарів глибокого замороження зберігається голова Грейбла; з цим резервуаром постійно дрібні проблеми — коливається температура всередині. Досліджуючи фотографію Грейбла та його документи, Фокс і Дейна приходять до висновку — існує брат-близнюк. Спеціаліст працює над фотографією Грейбла, забравши кілька кілограмів ваги та бороду, на фотографії вимальовується лице Роланда. Агенти знову розмовляють з Роландом, Малдер починає бути впевненим — свідомість прибиральника перебуває під контролем Грейбла.
Доктор Ноллет проникає до кріолабораторії та вимимкає режим замороження на резервуарі з рештками Грейбла. Після цього повертається до лабораторії та займається підготовкою запуску прототипу двигуна, в цьому часі з'являється Роланд. Ноллет зізнається, що це він вкрав роботу Грейбла та майже готовий убити Роланда, намагаючись інсценізувати самозахист. Прибиральник вдаряє його клавіатурою, науковець втрачає свідомість, Роланд поміщає його до аеродинамічної труби. Сила прискорення в часі прибуття агентів коливається близько 15 швидкостей звуку, їм вдається переконати Роланда не вбивати науковця. Температура на кріорезервуарі від -320 за Фаренгейтом знизилася до -160, Роланд звільняється від зовнішнього контролю, його відвозять до психіартичного інституту для проведення тестів.

## Знімались
| Актор             | Роль                                |
| ----------------- | ----------------------------------- |
| Девід Духовни     | Фокс Малдер                         |
| Джилліан Андерсон | Дейна Скаллі                        |
| Желько Іванек     | Роланд Фуллер та доктор Артур Гейбл |
| Джеймс Слоан      | доктор Френк Ноллет                 |
| Міколь Меркуріо   | Стоді                               |
| Сулека Метью      | Ліза Доул                           |

## Принагідно
- Roland
- Roland| - п - о - р Цілком таємно | - п - о - р Цілком таємно                                                                                                                                                                                                                                                                                                                                                                                                                                                                                                                                                                                                                                                                                                                                                                                                                                                                                                                                                                                                                                                                                                                                                                                                                                                                                                                                                                                                                                                                                                                                                                                                                                                                                                                                                                                                                                                                                                                                                                                                                                                                                                                                                                                                                                                                                                                                                                                                                                                                                                                                                                                                                                                                                                                                                                                                                                                                                                                                                                                                                                                                                                                                                                                                                                                                                                                                                                    | - п - о - р Цілком таємно |
| ------------------------- | --- | ------------------------- |
| Знімальна команда         | - Кріс Картер (творець серіалу, продюсер, сценарист та режисер) - Вінс Гілліган (сценарист, продюсер, режисер) - Френк Спотніц (сценарист, продюсер, режисер) |                           |
| Головні герої             | - Фокс Малдер (Девід Духовни) - Дейна Скаллі (Джилліан Андерсон) - Джон Доггетт (Роберт Патрік) - Волтер Скіннер (Мітч Піледжі) - Моніка Реєс (Аннабет Гіш) - Курець (Вільям Брюс Девіс) |                           |
| Фільми                    | - Цілком таємно: Боротьба за майбутнє - Цілком таємно: Я хочу вірити |                           |
| Інше                      | - Епізоди - Персонажі - Нагороди - The X-Files: The Album |                           |
| Цілком таємно             | \| Сезон 1 \| - Пілот - Глибока глотка - Вузький - Канал - Диявол із Джерсі - Тіні - Привид у комп'ютері - Лід - Космос - Грішний янгол - Єва - Вогонь - За морем - Трансвестит - Лазар - Юний серцем - І.Б.І. - Чудотворець - Образи - Морок опускається - Тумс - Знову народжений - Роланд - Колба Ерленмеєра \| \| Сезон 2 \| - Маленькі зелені чоловічки - Господар - Кров - Безсонний - Дуейн Беррі - Сходження - 3 - Один подих - Вогнехід - Червоний музей - Слава Господня - Обрі - Чарівний - Длань Караюча - Свіжі кості - Колонія - Кінець гри - Жахлива симетрія - Тиха затока - Обман - Калушарі - Ф. Емаскулата - Розсіяне світло - Наше містечко - Анасазі \| \| Сезон 3 \| - Благословенний шлях - Скріпка - Д.П.О. - Останній відпочинок Клайда Бракмана - Список - Надто сором'язливий - Прогулянка - Темниця - Нісей - 731 - Одкровення - Війна копрофагів - Сизигія - Гротеск - Пайпер Мару - Апокриф - Штовхач - Місце, де живуть духи - Пекельні гроші - «Із відкритого космосу» Джо Чанґа - Втілення - Трясина - Сиро змонтовано - Дівчино, підведись \| \| Сезон 4 \| - Раса панів - Дім - Теліко - Занепокоєння - Поле, на якому я помер - Проклятий - Мрії Курця - Тунгуска - Терма - Паперові сердечка - Світ обертається - Леонард Беттс - Більше ніколи - Пам'ятай про смерть - Каддіш - Невідомщений - Час летить - Макс - Синхронність - Дурниці - Нульовий підсумок - Елегія - Демони - Гефсиманський сад \| \| Сезон 5 \| - Повернення - Повернення II - Незвичайні підозрювані - Об'їзд - Прометей постмодернізму - Різдвяний гімн - Емілі - Полювання на лиса - Шизогонія - Чінга - Курок - Погана кров - Пацієнт Ікс - Червоне і чорне - Мандрівники - Око розуму - Всі душі - Варіант "Пайн-Блаф" - Обопільне божевілля - Кінець \| \| Сезон 6 \| - Початок - Перегони - Трикутник - Країна мрії - Країна мрії II - Як привиди поцупили Різдво - Мова ніжності - Король дощу - Резолюція Сенату №819 - Тітон - Двоє батьків - Один син - Погана вода - Понеділок - Аркадія - Альфа - Тревор - Диво - Неприродний - Трійка - Польова поїздка - Біогенез \| \| Сезон 7 \| - Шосте вимирання - Шосте вимирання II: Любов до долі - Голодний - Міленіум - Натиск - Варіант Голдберга - Орісон - Дивовижний Маліні - Знамення і дива - Буття і час - Закриття - Ікс-Копи - Стрілячка від першої особи - Крадій - Як друг - Химера - Всі речі - Марка "Ікс" - Голлівуд, н. е. - Бійцівський клуб - Я бажаю - Реквієм \| \| Сезон 8 \| - Зсередини - Ззовні - Терпіння - Зозуленята - Заклинання - Вбивство - Через заперечення - Контрольний постріл - Спасіння - Відплата - Дар - Медуза - Вручну - Цього не може бути - Живий мрець - Три слова - Емпедокл - Вони йдуть - Один - Сутність - Існування \| \| Сезон 9 \| - Нічого особливого сьогодні не сталося - Нічого особливого сьогодні не сталося II - Сатана - 4-D - Повелитель мух - Не вір нікому - Джон Доу - Крокуючий до пекла - Походження - Провидіння - Одрі Полі - Низина - Неймовірно - Страшні монстри - Стрибок акули - Вільям - Звільнення - Сонячні дні - Істина \| \| Сезон 10 \| - Моя боротьба - Мутація засновника - Малдер і Скаллі зустрічають дволикого монстра - Знову вдома - Вавилон - Моя боротьба II \| \| Сезон 11 \| - Моя боротьба III - Це - Плюс один - Втрачене мистецтво поту на лобі - Гуль - Кошеня - Rm9sbG93ZXJz - Знайомий - Ніщо не вічне - Моя боротьба IV \| |                           |
| Сезон 1                   | - Пілот - Глибока глотка - Вузький - Канал - Диявол із Джерсі - Тіні - Привид у комп'ютері - Лід - Космос - Грішний янгол - Єва - Вогонь - За морем - Трансвестит - Лазар - Юний серцем - І.Б.І. - Чудотворець - Образи - Морок опускається - Тумс - Знову народжений - Роланд - Колба Ерленмеєра |                           |
| Сезон 2                   | - Маленькі зелені чоловічки - Господар - Кров - Безсонний - Дуейн Беррі - Сходження - 3 - Один подих - Вогнехід - Червоний музей - Слава Господня - Обрі - Чарівний - Длань Караюча - Свіжі кості - Колонія - Кінець гри - Жахлива симетрія - Тиха затока - Обман - Калушарі - Ф. Емаскулата - Розсіяне світло - Наше містечко - Анасазі |                           |
| Сезон 3                   | - Благословенний шлях - Скріпка - Д.П.О. - Останній відпочинок Клайда Бракмана - Список - Надто сором'язливий - Прогулянка - Темниця - Нісей - 731 - Одкровення - Війна копрофагів - Сизигія - Гротеск - Пайпер Мару - Апокриф - Штовхач - Місце, де живуть духи - Пекельні гроші - «Із відкритого космосу» Джо Чанґа - Втілення - Трясина - Сиро змонтовано - Дівчино, підведись |                           |
| Сезон 4                   | - Раса панів - Дім - Теліко - Занепокоєння - Поле, на якому я помер - Проклятий - Мрії Курця - Тунгуска - Терма - Паперові сердечка - Світ обертається - Леонард Беттс - Більше ніколи - Пам'ятай про смерть - Каддіш - Невідомщений - Час летить - Макс - Синхронність - Дурниці - Нульовий підсумок - Елегія - Демони - Гефсиманський сад |                           |
| Сезон 5                   | - Повернення - Повернення II - Незвичайні підозрювані - Об'їзд - Прометей постмодернізму - Різдвяний гімн - Емілі - Полювання на лиса - Шизогонія - Чінга - Курок - Погана кров - Пацієнт Ікс - Червоне і чорне - Мандрівники - Око розуму - Всі душі - Варіант "Пайн-Блаф" - Обопільне божевілля - Кінець |                           |
| Сезон 6                   | - Початок - Перегони - Трикутник - Країна мрії - Країна мрії II - Як привиди поцупили Різдво - Мова ніжності - Король дощу - Резолюція Сенату №819 - Тітон - Двоє батьків - Один син - Погана вода - Понеділок - Аркадія - Альфа - Тревор - Диво - Неприродний - Трійка - Польова поїздка - Біогенез |                           |
| Сезон 7                   | - Шосте вимирання - Шосте вимирання II: Любов до долі - Голодний - Міленіум - Натиск - Варіант Голдберга - Орісон - Дивовижний Маліні - Знамення і дива - Буття і час - Закриття - Ікс-Копи - Стрілячка від першої особи - Крадій - Як друг - Химера - Всі речі - Марка "Ікс" - Голлівуд, н. е. - Бійцівський клуб - Я бажаю - Реквієм |                           |
| Сезон 8                   | - Зсередини - Ззовні - Терпіння - Зозуленята - Заклинання - Вбивство - Через заперечення - Контрольний постріл - Спасіння - Відплата - Дар - Медуза - Вручну - Цього не може бути - Живий мрець - Три слова - Емпедокл - Вони йдуть - Один - Сутність - Існування |                           |
| Сезон 9                   | - Нічого особливого сьогодні не сталося - Нічого особливого сьогодні не сталося II - Сатана - 4-D - Повелитель мух - Не вір нікому - Джон Доу - Крокуючий до пекла - Походження - Провидіння - Одрі Полі - Низина - Неймовірно - Страшні монстри - Стрибок акули - Вільям - Звільнення - Сонячні дні - Істина |                           |
| Сезон 10                  | - Моя боротьба - Мутація засновника - Малдер і Скаллі зустрічають дволикого монстра - Знову вдома - Вавилон - Моя боротьба II |                           |
| Сезон 11                  | - Моя боротьба III - Це - Плюс один - Втрачене мистецтво поту на лобі - Гуль - Кошеня - Rm9sbG93ZXJz - Знайомий - Ніщо не вічне - Моя боротьба IV |                           |